# Ambasiopsis uncinata
Ambasiopsis uncinata is een vlokreeftensoort. De wetenschappelijke naam van de soort is voor het eerst geldig gepubliceerd in 1932 door K.H. Barnard.